# Mastacembelus pantherinus
Mastacembelus pantherinus és una espècie de peix pertanyent a la família dels mastacembèlids.

## Descripció
- Fa 33,4 cm de llargària màxima.
- 37-40 espines i 82-92 radis tous a l'aleta dorsal.
- 3 espines i 79-81 radis tous a l'anal.
- Nombre de vèrtebres: 97-100.[4]

## Hàbitat
És un peix d'aigua dolça, demersal i de clima tropical.

## Distribució geogràfica
Es troba a Àsia: llac Indawgyi (Myanmar).

## Observacions
És inofensiu per als humans.